# José Jiménez de Guzmán
José Jiménez de Guzmán; (* Santiago, 1790 - † 1842. Defensor de la causa Patriota.

## Actividades Públicas
- Miembro de la Asamblea que firmó el Acta de Autoridad Provisoria (1811).
- Diputado suplente al primer Congreso Nacional, representando a Huasco (1811), asumió el 25 de octubre de 1811 en reemplazo de Ignacio José de Aránguiz.
- Miembro de la Asamblea que firmó el Reglamento Constitucional Provisorio (1812).

- "Anales de la República: textos constitucionales de Chile y registros de los ciudadanos que han integrado los Poderes Ejecutivo y Legislativo, desde 1810", Luis Valencia Aravia, Editorial Andrés Bello, 1986, 2.ª Edición.

- José Jiménez de Guzmán - Biblioteca del Congreso Nacional.

- Datos: Q6454401